# Ласкаревка
Ласкаревка — деревня в Борском районе Самарской области России. Входит в состав сельского поселения Подгорное.

## География
Деревня находится в восточной части Самарской области, в степной зоне, на правом берегу реки Кутулук, к востоку от автодороги 36К-848, на расстоянии примерно 20 километров (по прямой) к северу от села Борского, административного центра района. Абсолютная высота — 87 метров над уровнем моря.
Климат
Климат характеризуется как резко континентальный, с морозной малоснежной зимой и жарким сухим летом. Средняя температура воздуха самого тёплого месяца (июля) — 21 °C; самого холодного (января) — −14 °C. Среднегодовое количество атмосферных осадков составляет 350 мм.
Часовой пояс
Деревня Ласкаревка, как и вся Самарская область, находится в часовой зоне МСК+1. Смещение применяемого времени относительно UTC составляет +4:00.

## Население
| 2010 |
| ---- |
| 2    |

Половой состав
По данным Всероссийской переписи населения 2010 года в гендерной структуре населения мужчины составляли 50 %, женщины — соответственно также 50 %.